# Міжнародна спілка кристалографії
Міжнародна спілка кристалографії (рос. Международный союз кристаллографии (МСК), англ. International Crystallography Union, нім. Internationale Union f für Kristallographie) — заснована у 1948 р. Входить до складу Міжнародної ради наукових спілок. Об'єднує національні спілки кристалографії.

## Загальний опис
Цілями IUCr є сприяння міжнародному співробітництву в кристалографії та внесок у всі аспекти кристалографії, сприяння міжнародній публікації кристалографічних досліджень, сприяння стандартизації методів, одиниць, номенклатури та символів, а також формування фокусу для відносин між кристалографії до інших наук.
IUCr виконує ці цілі, публікуючи друковані та електронні основні наукові журнали через серію журналів Acta Crystallographica, а також Journal of Applied Crystallography, Journal of Synchrotron Radiation, IUCrJ , серію довідкових томів International Tables for Crystallography, розповсюдження щоквартального інформаційного бюлетеня IUCr  , підтримка онлайн-довідника/бази даних кристалографів, присудження премії Евальда  та організація Конгресу та Генеральної асамблеї раз на три роки.

## Історія
У 1944 році в Оксфорді відбулося щорічне засідання групи рентгенівського аналізу (XRAG) Інституту фізики Великобританії, і видатного німецького кристалографа Пауля Петера Евальда, який тоді викладав у Королівському університеті Белфаста, запросили прочитати вечірню лекцію. У ній він дав історичний огляд деяких етапів еволюції рентгенівської кристалографії і закінчив рішучим закликом до створення міжнародного товариства або союзу, який представляв би та об'єднував публікації для нової науки. Цю ідею підтримали британські кристалографи, зокрема сер Лоуренс Брегг, голова XRAG. У червні 1946 року, протягом року після завершення бойових дій у Другій світовій війні, він організував міжнародну зустріч кристалографів у Лондоні, на якій були присутні близько 120 учених з більшості країн-союзників. На цій лондонській зустрічі Евальда було обрано головою Тимчасового міжнародного кристалографічного комітету, який втілив у життя рішення про створення Міжнародного союзу кристалографії .

## Інтернет-ресурси
- International Union of Crystallography Home Page
- International Union of Crystallography Paul Peter Ewald records, 1936-1967, Niels Bohr Library & Archives